# Un'alma innamorata
Un alma innamorata (HWV 173) és un cantata composta per Georg Friedrich Händel el 1707. És una cantata profana dramàtica per a soprano i instruments. Altres catalogacions de la música de Händel posen la referència HG liiB,92; i HHA v/5,97.

## Context històric
El llibret havia estat elaborat per Francesco Maria Marescotti Ruspoli perquè l'obra fos interpretada en la seva hisenda de camp a Vignanello, prop de Roma. La factura del copista és del 30 juny 1707. ÉS possible que la part de la soprano fos composta per a la cantant Victòria Tarquini (amb la qual Händel es diu que va tenir una relació), i està documentat que Victòria estava hostatjada a la hisenda a Vignanello en aquesta època. També podria ser que el text de la cantata hagués estat escrit de l'abat Francesco Mazziotti, que era el tutor del fill més gran de Ruspoli.

## Estructura
Si bé l'obra ve ser interpretada per una veu de soprano, el text no revela si la "veu" del text és d'home o de dona. Es parla d'un cor que és fidel a l'amor i que s'enfada quan està ferit per ell, però en el canta s'explica que la persona és feliç perquè estima més d'un cor i rebutja les lleis dures i els rigors de l'amor (tal com va definir Cupido). L'obra està escrita per a violí i teclat (amb ocasionals indicacions de baix continu en el segon moviment). La cantata conté tres aparellaments de recitatiu i ària. L'obra consta de sis moviments:
| Núm. | Tipus     | Tonalitat | Compàs | Caràcter | Compassos | Text | Notes |
| ---- | --------- | --------- | ------ | -------- | --------- | --- | --- |
| 1    | Recitatiu |           | 4/4    |          | 8         | Un'alma innamorata, prigioniera d'amore, vive troppo infelice. Divien sempre maggiore il mal, che non intende, allor che nell'amar schiava si rende. | |
| 2    | Ària      | Re menor  | 3/8    |          | 140       | Quel povero core, ferito d'amore sospira, se adira, se vive fedel. Sia il solo dolore geloso timore, le pene e catene martire crudel.                | Inclou les indicacions "Da Capo" i "Fine". |
| 3    | Recitatiu |           | 4/4    |          | 7         | E pur benché egli veda morta del suo servir, la speme istessa, vuole col suo languir, viver con essa.                                                | |
| 4    | Ària      | Fa major  | 4/4    | Allegro  | 77        | Io godo, rido e spero ed amo più d'un core e so ridir perché. Se segue il mio pensiero un vagabondo amore cercate voi dov’è.                         | Inclou les indicacions "Da Capo" i "Fine". |
| 5    | Recitatiu |           | 4/4    |          | 5         | In quanto a me, ritrovo del riso ogni diletto, se sprezzo dell'amore le sue severe leggi, ed il rigore.                                              | |
| 6    | Ària      | Si♭ major | 3/8    |          | 37        | Ben impari come se ama in amor chi vuol goder. Non ha pari alla mia brama il rigor del nume arcier.                                                  | Tres seccions (compassos 8, 8 i 21) tenen signes de repetició. Acaba en fa major. El ritme sincopat denota la independència del cantant de Cupido. El ritme és el d'una sarabanda, amb el violí i la cantant a l'uníson. |

El nombre de compassos és el nombre que apareix en el manuscrit, sense incloure signes de repetició. És el que s'observa en el volum 52B, de l'edició Händel-Gesellschaft.
Una interpretació habitual de la cantata requereix al voltant de setze minuts.